# 花漾奶奶金難搞
（又譯《我的完美室友》）是一部2022年上映的韓國劇情片，由電影《驅魔使者》《82年生的金智英》《王者製造》《花漾奶奶秀英文》的現場收音導演李順成自編自導，由羅文姬、崔宇成主演。
本片不僅是崔宇成第一部主演的電影，也憑藉本片榮獲第42屆韓國黃金攝影獎電影節的最佳新人男演員。

## 演員列表
- 羅文姬 飾演 鄭金芬

青銀共居計畫的房東奶奶，享受獨居的生活步調，熱愛布拉姆斯的音樂。
由於一直以來都獨自生活，對共居生活立下許多苛刻規定，甚至用彩色膠帶仔細規範活動範圍，並嚴禁房客韓志雄越線。但隨著對彼此的了解越來越多，兩人也逐漸敞開心扉。
- 崔宇成 飾演 韓志雄

青銀共居計畫的房客大學生，目前就讀社會系，為了較佳的生活品質、減少租金開銷而參加共居計畫。性格開朗且善良，對於房東奶奶的百般要求委曲求全。為了負擔生活費，一邊認真上課、一邊努力四處打工。
- 崔仙子 飾演 琴奉化

房東奶奶鄭金芬的好友，兩人住在同一個社區。青銀共居計畫的參加者，和同樣是大學生的房客炯錫相處融洽。
- 金康民 飾演 成振

志雄的大學好友，兩人時常鬥嘴。
- 文東赫 飾演 大勳

志雄的朋友。
- 李東奎 飾演 珉哲

從事遺屋清理，有時會找志雄來打工幫忙，兩人情同兄弟。
- 金率妃 飾演 維真

寵物保母打工的委託人，有一隻名為小京的博美狗。
- 徐柱亨（서주형）飾演 徐炯錫

青銀共居計畫的參加者，和金芬奶奶的好友相處融洽。
- 鄭洙韓 飾演 奉化的兒子
- 金時暎（김시영）飾演 奉化的兒媳
- 崔承允 飾演 駕車的男子
- 鄭義旭 飾演 古董店老闆
- 嚴基白 飾演 廢紙老爺爺
- 朴鎮洙（박진수）飾演 清潔公司職員
- 徐宥娜（서유나）飾演 中餐館兼職生
- 高英燦（고영찬）飾演 志願者
- 黃福順（황복순）飾演 老奶奶
- 李明子（이명자）飾演 蒙太奇拼圖老奶奶
- 安吉強 飾演 醫生（友情出演）
- 鄭仁基 飾演 里長（友情出演）

## 獎項榮譽
| 年份   | 頒獎禮                     | 獎項           | 入圍者 | 結果 | 參考  |
| ------ | -------------------------- | -------------- | ------ | ---- | ----- |
| 2022年 | 第42屆韓國黃金攝影獎電影節 | 最佳新人男演員 | 崔宇成 | 獲獎 | [ 5 ] |

## 外部連結
- Daum上《花漾奶奶金難搞》的資料

- 韩国电影数据库（KMDb）上《花漾奶奶金難搞》的資料
- 互联网电影数据库（IMDb）上《花漾奶奶金難搞》的资料（英文）
- 豆瓣电影上《花漾奶奶金難搞》的資料 （简体中文）
- Yahoo奇摩電影上《花漾奶奶金難搞》的資料（繁體中文）
- 開眼電影網上《花漾奶奶金難搞》的資料（繁體中文）
- 《花漾奶奶金難搞》在HanCinema的页面（英文）